# Laurie Darmon
Laurie Darmon est une auteure-compositrice-interprète française, née en février 1991 à Paris.
En octobre 2017, elle sort son premier album Février 91. En mars 2020, sort son second album Femme Studio. Elle a également écrit des chansons pour divers chanteurs, notamment Christophe pour son album Les Vestiges du chaos.

## Biographie
Laurie Darmon commence le piano à l'âge de cinq ans,,.  Elle passe dans l’émission L’École des fans au même âge. 
À partir de ses 17 ans, elle souffre d'anorexie mentale et d'aménorrhée. Très bonne élève, elle obtient un baccalauréat scientifique, puis fait une année d'école de commerce. C'est la lecture de Jours sans faim de Delphine de Vigan qui lui fait découvrir son anorexie. L'année suivante, elle commence des études de droit à La Sorbonne, ainsi qu'une psychanalyse. À 23 ans, elle obtient sa licence, se lance dans la musique en tant qu'activité principale et guérit de l'anorexie,.

## Discographie

### Albums studio
- 2017 : Février 91
- 2020 : Femme Studio
- 2023 : La Traversée du Désir